# Diabolo (voorwerp)

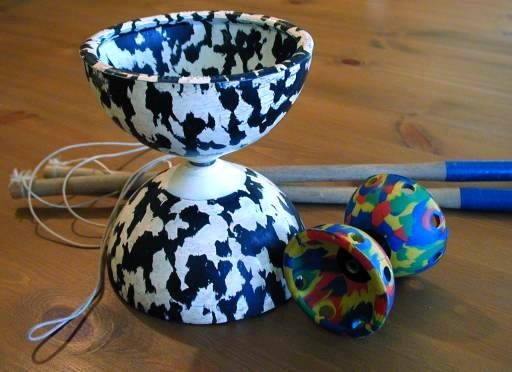
Een grote en kleine diabolo.

Een diabolo is een voorwerp waarmee men kan jongleren. Het bestaat uit twee kunststoffen komvormige delen die met hun bodem aan elkaar zijn verbonden. Dit verbindingsstuk is het steunpunt voor de diabolo.

## Gebruik
Bij een diabolo horen twee stokjes bij die met een touw zijn verbonden. Hiermee kan de diabolo aan het tollen worden gebracht, zodat hij in balans blijft, en in de lucht kan worden gegooid en opgevangen. Met een diabolo zijn diverse trucs mogelijk. Diabolo's worden vaak gebruikt in circusvoorstellingen.

## Geschiedenis
Het jongleren met een diabolo is afkomstig uit China. De oudste diabolo's dateren uit het vierde of derde millennium voor Christus. De diabolo werd oorspronkelijk van bamboe gemaakt; dit materiaal gaf de diabolo een fluitend geluid bij het ronddraaien. 
In de achttiende eeuw raakte de diabolo bekend in Engeland en Frankrijk. Aan het begin van de twintigste eeuw werd de diabolo in Frankrijk opnieuw uitgebracht. Sindsdien is hij algemeen verbreid.

## Materiaal
De meeste diabolo's zijn van plastic of kunststof gemaakt. Plastic diabolo's zijn goedkoop, maar ze zijn hard en kunnen makkelijk kapotgaan. Goede diabolo's zijn meestal iets duurder, maar gaan ook langer mee. Er zijn twee merken die veel gebruikt worden: Mister Babache en Henrys. Zij hebben diabolo's van rubber of kunststof. Een aantal van hun diabolo's zijn geschikt voor professioneel gebruik, zoals de Finesse van Mister Babache en de Circus van Henrys.
Diabolostokjes zijn rond de dertig centimeter lang kunnen uit verschillende materialen bestaan. Veel stokjes zijn van hout, maar er zijn ook stokjes van aluminium, kunststof, glas- en koolstofvezel. 
Daarnaast zijn er verschillende setjes om de diabolo aan te passen. De diabolo kan verzwaard worden, een bredere as krijgen of er kunnen lichtgevende elementen op gemonteerd worden. 

## Basisprincipes bij diabolo
Het belangrijkste bij diaboloën is snelheid. Als de diabolo niet draait, valt hij van het touw af. Om hem snelheid te geven, kan men hem op de grond leggen met het touw eronder, naar links rollen (linkshandigen moeten hem naar rechts rollen) en omhoog trekken. Men kan hem ook zo opgooien dat hij gaat tollen, en vangen. Er zijn vele manieren om hem aan het tollen te krijgen. Zodra hij op het touw ligt en aan het tollen is, kan men hem versnellen door met de rechter- of linkerhand regelmatig aan het touw te trekken. Er zijn andere manieren van versnellen, maar dit is de makkelijkste.

## Basistrucs
(linkshandigen moeten alle trucs in spiegelbeeld doen)
- Opgooien: trek het touw strak, zodat de diabolo gelanceerd wordt, en vang hem weer op.
- Hoog opgooien: de diabolo met meer kracht opgooien.
- Trapeze/stopover: de diabolo links/rechts om het stokje heen zwaaien, zodat hij weer op het touw landt, en weer terug.
- Backside: de diabolo aan de 'achterkant' van het touw opvangen.
- Sun: de diabolo in een cirkel zwaaien. Hier zijn veel verschillende variaties mee mogelijk.
- Open Orbit: de diabolo in een continue beweging naar links rollen, naar rechts gooien en opvangen.
- Orbit rond een lichaamsdeel: hetzelfde als de open orbit, maar dan doet men de beweging rond een lichaamsdeel (bijvoorbeeld het been).
- Suicide: een truc waarbij men een van de stokken loslaat en weer opvangt.
- Cradle: een truc waarbij het touw op een bepaalde manier in een vorm gekruist is, en de diabolo daarbovenop gegooid wordt.
- Grind: de diabolo op de stokken laten rollen.
- Magic knot: het touw op zo'n bepaalde manier rond de stokken en de diabolo halen, dat het lijkt alsof hij onmogelijk in de knoop zit, maar met een opgooi meteen weer los is.
- Wrap: het touw een extra keer om de diabolo doen.

## Trucs voor gevorderden
- Whip Catch/zweep: de diabolo vanuit de lucht grijpen met het touw waarbij men de stokjes in één hand heeft.
- Japanese whip/Slackwhip: met het touw 'gooien' zodat het touw om de stok en om de diabolo komt te hangen.
- Monorail: een speciale truc bij arm orbits waarbij men het touw een extra keer om de arm doet, de diabolo links met de onderkant van het touw opvangt en hem twee keer rond de arm stuurt.
- Suicide: beide stokken loslaten en opvangen.
- Genocide: een soort suicide waarbij de diabolo de lucht in wordt geworpen en wordt opgevangen met het touw terwijl de stok in een grote cirkel door de lucht vliegt. Een variatie hierop is de Mini genocide, waarbij men met de vrije hand het touw pakt en een 'kleinere' versie van een genocide doet.
- Infinite Suicides: een suicide die door een bepaalde beweging met de stok te maken oneindig doorgaat.
- Finger grind: de diabolo op een vinger laten rollen, in plaats van op een stok.
- Integral Suicide: trucs waarbij men beide stokken loslaat en het touw vastpakt om ze onder controle te houden.
- Lamecide: truc waarbij men het touw vast heeft en de stokjes in het touw hangen.

## Twee of meer diabolo's

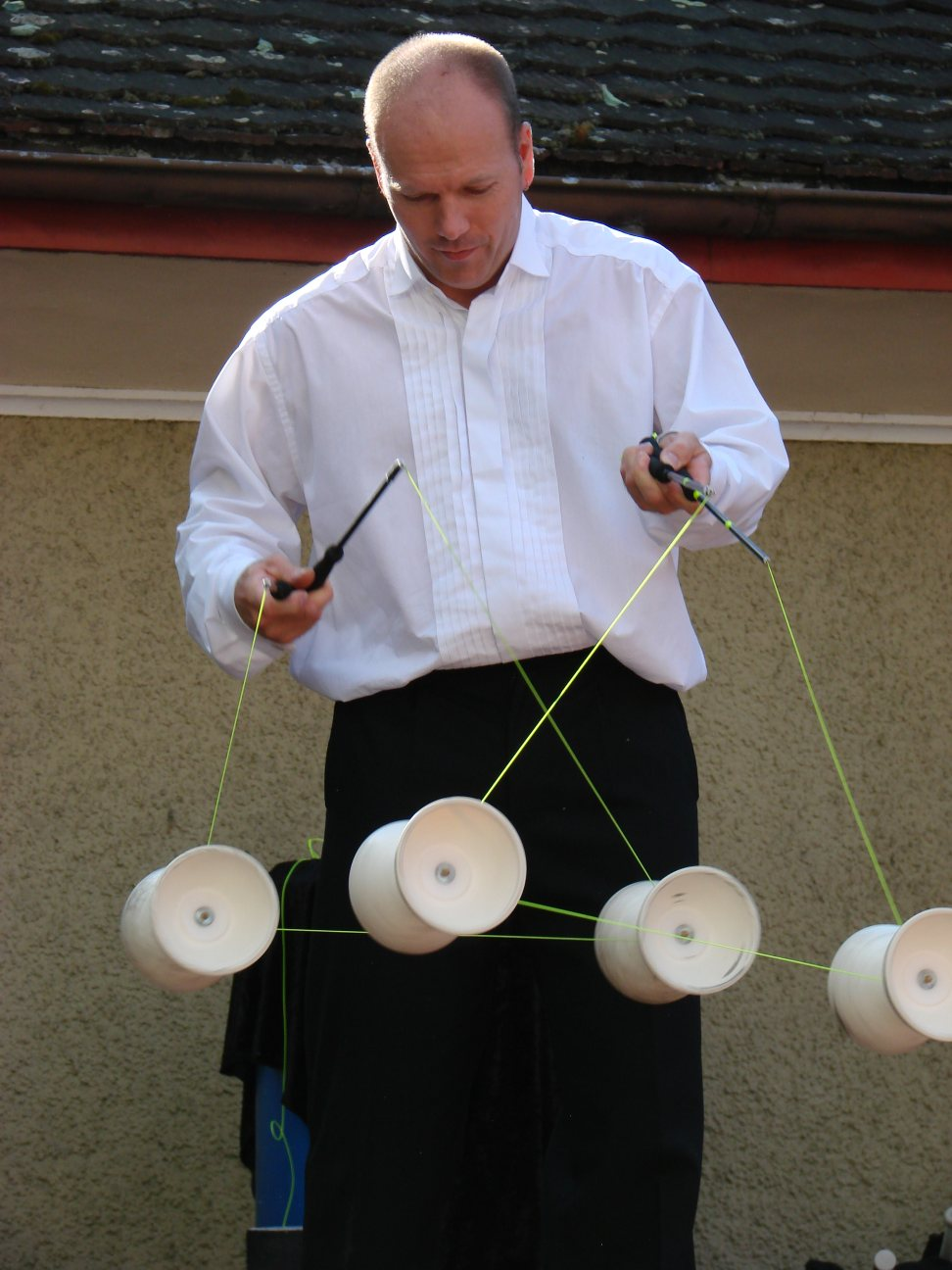
Vier diabolo's worden hier onder controle gehouden met twee paar stokjes

Als men één diabolo onder controle kan houden, is het mogelijk om met twee te beginnen. 
De basisbeweging waarmee men twee diabolo's onder controle houdt, heet de shuffle. Hierbij gooit men steeds de ene diabolo naar rechts en rolt tegelijk de andere naar links, die men daarna weer naar rechts gooit, enzovoorts. De shuffle kun men 'asynchroon' of 'synchroon' doen. Dit ligt aan de manier waarop men de stokjes beweegt om de shuffle in gang te houden. Versnellen van diabolo's doet men door een van de diabolo's rechts in een wrap te doen, en vervolgens met de rechterstok continu omhoog te trekken. En daarna uit de te wrap halen om weer met de shuffle door te gaan. Met drie of meer diabolo's is dit lastiger om te doen, aangezien men dan de andere diabolo's ook weer in een shuffle moet houden, omdat ze anders botsen.
Men kan de diabolo's ook in een 'hoge' beweging sturen. Hierbij gooit men de diabolo's steeds hoog op, waarbij maar één diabolo tegelijk op het touw is. Hierbij kan men meer diabolo's tegelijk onder controle houden. Het record met een hoog patroon is zes diabolo's, terwijl dit met een shuffle vier diabolo's is. De meeste artiesten houden het echter op twee of drie.
Deze trucs kan men met twee diabolo's doen:
- Stall: truc waarmee je de diabolo's 'stil' laat hangen.
- Suicide: een aantal suicides doe je op dezelfde manier, maar bepaalde suicides met één zijn niet mogelijk met twee. Wel zijn er met twee diabolo's nieuwe suicides mogelijk.
- Knot stealing: variëren met wraps bij twee diabolo's.
- Hyperloop/Sprinkler: twee (of meer) diabolo's in één wrap.
- Siteswap: hoog patroon waarbij men varieert in het ritme waarmee je gooit (zie Jongleren).
- Mini Columns: truc waarbij twee diabolo's naast elkaar op en neer stuiteren op het touw.
- Fan: een zeer populaire truc. Hier beweegt men de diabolo's zo tussen de armen dat ze lijken op de bladen van een 'fan' (Engels voor ventilator).
- Finger grinds: hierbij laat men de ene diabolo op een vinger rollen, terwijl de andere op het touw blijft.

## Vertax of Excalibur
Een aparte manier van diabolo is Vertax (vertical axis), ook wel Excalibur genoemd. Men kantelt de diabolo hierbij helemaal horizontaal (waarbij de as dus verticaal wordt gekanteld). Om de diabolo onder controle te houden, moet men hem in een wrap continu heen en weer bewegen. Er zijn hier ook vele trucs mogelijk. Men kan verschillende suns doen, of magic knots. Er zijn zelfs verschillende suicides mogelijk. Een heel spectaculaire truc is de excalibur genocide. Deze werkt vrijwel hetzelfde als een normale genocide, maar dan doet men hem op een 'horizontaal vlak'.

## Nieuwe vormen van diabolo
Twee andere, vrij nieuwe vormen van diabolo zijn contactdiabolo en loopdiabolo. Bij contactdiabolo gebruikt men niet alleen touw en stokken, maar ook delen van het lichaam om de diabolo te manipuleren. Hierbij heeft hij weinig of helemaal geen snelheid.
Bij loopdiabolo houdt men de diabolo onder controle met alleen een lus touw zonder stokken. Ook zijn er vele andere trucs mogelijk waaronder "de lus". Deze lus zit om de handen. Met deze vorm van diabolo zijn veel trucs mogelijk die ook met normaal diabolo kunnen, zoals suns, suicides en zelfs vertax-trucs.